# Leucodon subemersus
Leucodon subemersus là một loài Rêu trong họ Leucodontaceae. Loài này được (Hampe ex Besch.) Hampe mô tả khoa học đầu tiên năm 1897.